# ماریان نوواک
ماریان نوواک (کرواتی: Marijan Novak؛ زادهٔ ۲ اکتبر ۱۹۴۷) بازیکن فوتبال اهل یوگسلاوی بود.
از باشگاه‌هایی که در آن بازی کرده‌است می‌توان به باشگاه فوتبال مونیخ ۱۸۶۰ و باشگاه فوتبال دینامو زاگرب اشاره کرد.
وی همچنین در تیم ملی فوتبال یوگسلاوی بازی کرده‌است.
وی در مسابقات کشوری و بین‌المللی در مجموع برندهٔ ۱ مدال طلا شده‌است.